# Hoofdstraat 5 (Hoogeveen)
Het pand Hoofdstraat 5 in de Nederlandse plaats Hoogeveen is een monumentaal herenhuis.

## Beschrijving
Het pand werd gebouwd voor burgemeester Lambert Wicher Ebbinge naar een ontwerp van gemeente-architect Hendrik Egberts Hoegsma. Het huis is opgetrokken in baksteen, met aan de voorzijde twee bouwlagen onder een schilddak en aan de achterzijde een bouwlaag onder een afgeknot schilddak. De voorgevel heeft een symmetrische indeling, met gemetselde plint en geprofileerde daklijst. De entree bevindt zich in de middenpartij, met een dubbele paneeldeur onder een bovenlicht. Daarboven is een balkon geplaatst, met balustrade en dubbele deuren. Aan weerszijden van de middenpartij zijn op beide bouwlagen T-vensters aangebracht.

### Waardering
Het pand werd in 1997 als rijksmonument opgenomen in het monumentenregister, het is van "architectuurhistorisch belang vanwege de neoclassicistische bouwtrant en het zorgvuldig vormgegeven ontwerp. In relatie met de omringende bebouwing van stedebouwkundig belang vanwege de beeldbepalende ligging in het bijzondere gebied langs de voormalige Hoogeveensche Vaart."